# Rodolphe Cuendet
Rodolphe Cuendet, född 1887, död 9 februari 1954 i Sainte-Croix, var en schweizisk ishockeyspelare. Han kom på femte plats i Antwerpen 1920.